# Válvula (motor)

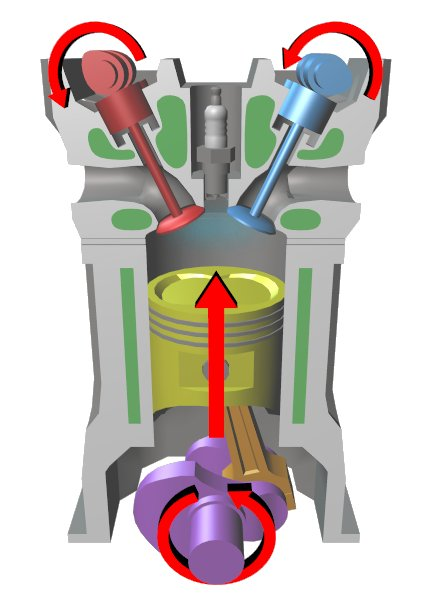
Figura 1-Esquema de um cilindro com as válvulas no topo.

A válvula de um motor de combustão interna é um dispositivo que visa permitir ou bloquear a entrada ou a saída de gases dos cilindros do motor.

## Constituição e funcionamento

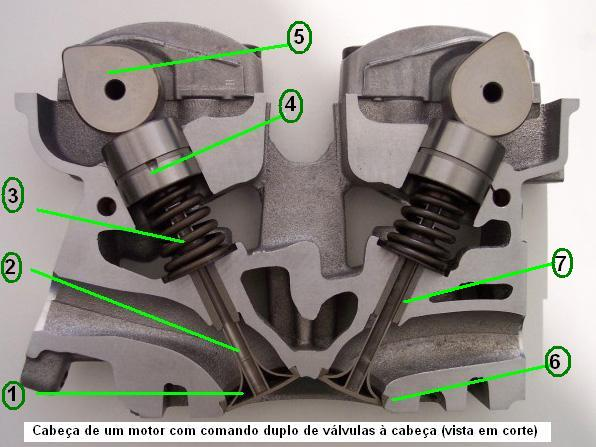
Identificação de componentes.

A válvula é constituída por uma cabeça em forma de disco (1 na imagem da figura ao lado) fixa a uma haste cilíndrica (2). A haste desliza dentro de uma guia (7) constituída por metal que provoque reduzida fricção (ex: aço, aço inoxidável, titânio e etc).
O topo da haste está em contacto mecânico com um impulsor (4) que, accionado pelo came ou excêntrico (5) da árvore de cames, provoca a sua abertura, possibilitando fluxo (entrada ou saída) de gases do motor.
Uma mola (3) assegura que a válvula feche assim que cesse a pressão mecânica do came. Em alguns motores, esse regresso da válvula à sua posição de repouso sobre o assento (6, sede da válvula) é feito por comandos pneumáticos (utilizados atualmente em motores de alta performance como de F1), e não mecânicos.

### Válvulas desmodrómicas
Alguns motores de competição - da Mercedes Benz em meados dos anos 50 e actualmente os das motos Ducati - têm um tipo de válvulas em que o movimento de fecho também é forçado pelo excêntrico da árvore de comando de válvulas, não existindo assim a mola de retorno. Este sistema é chamado de desmodrómico, por derivação do grego desmos (controlado, ligado) e  dromos (curso, percurso).pág.58

### Controle eletrônico
Sistemas como o Honda VTEC e o BMW Valvetronic possibilitam controlar eletronicamente a abertura das válvulas. Tal controle pode aumentar a eficiência do motor, dado que, com o comando mecânico (pela árvore de cames), algumas rotações são mais favorecidas do que outras, a depender do ângulo entre cames de admissão/exaustão.

## Tipo de válvulas

Figura 3-Animação de válvulas em funcionamento.

Num motor de combustão interna existem dois tipos de válvulas:
- as válvulas de admissão (à direita na figura 3), que controlam a entrada de mistura gasosa no cilindro do motor, e
- as válvulas de escape (à esquerda), que permitem a saída dos gases após a explosão.

Em alguns motores, a cabeça da válvula de admissão tem uma dimensão superior à de escape visando facilitar a entrada de gases no cilindro.
A cabeça das válvulas de admissão atinge uma temperatura de cerca de 250 °C e a sua haste é sujeita a cerca de 100 °C, enquanto que as válvulas de escape atingem temperaturas bastante superiores: 750º na cabeça da válvula e 400º na respectiva haste.pág.108. A elevada temperatura das válvulas de escape faz com que algumas delas sejam ocas, tendo no interior sódio que, fundido a cerca de 100 °C e deslocado pelo movimento alternado da válvula, permite que o calor gerado se dissipe rapidamente e a válvula seja sujeita a um menor desgaste.pág.50

## Disposição e número de válvulas por cilindro
As válvulas podem ter duas disposições face aos cilindros:
- laterais também chamadas simplesmente SV, acrónimo do inglês Side Valve, ou
- à cabeça(ou cabeçote no Brasil) chamadas OHV acrónimo de OverHead Valve.

Hoje em dia mais de 97% dos motores possuem as válvulas à cabeça.pág.52

## Número de válvulas
De forma a aumentar a eficiência dos motores, cada cilindro pode ter mais do que duas válvulas, sendo frequentes cilindros com quatro válvulas, duas de admissão e duas de escape.
Os automóveis são por vezes identificados pelo número total de válvulas que os seus motores possuem: um motor de quatro cilindros com quatro válvulas por cilindro denomina-se um "motor de dezesseis válvulas"(16 V), sendo um motor de 6 cilindros com 4 válvulas denomina-se um 24V.

## Performance das válvulas a alta rotação

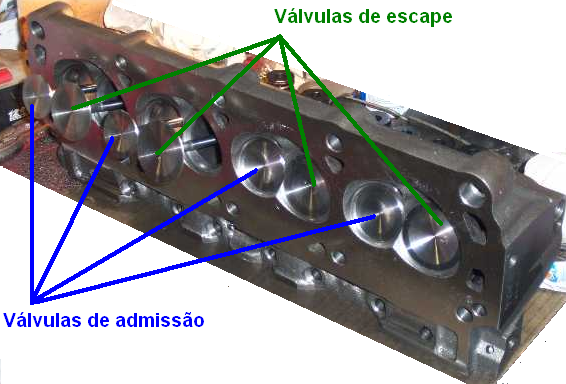
Cabeça do motor desmontada, mostrando as válvulas.

Num motor a quatro tempos cada válvula abre e fecha durante cada duas voltas da cambota ou virabrequim do motor. Em um motor a 6.000 rpm, portanto, as válvulas são atuadas 3.000 vezes por minuto, ou 50 vezes por segundo.
A esta elevada velocidade a própria inércia da mola pode impedi-la de fechar totalmente e provocar vibrações que impeçam o fecho correcto das válvulas, prejudicando a performance do motor. Para ultrapassar esta dificuldade, além dos comandos hidráulicos ou desmodrómicos já referidos, podem ser usadas também duas molas concêntricas. Assim, além de proteger-se o motor no caso de quebra de uma mola, fica assegurado um funcionamento mais suave a altas rotações.pág.57

## Desgaste das válvulas
Nos motores mais antigos, a operação de mudança de válvulas tinha que ser efetuada com regularidade devido ao elevado desgaste provocado pelo seu funcionamento. A gasolina com adição de tetraetilchumbo (agora proibida na União Europeia e no Brasil) reduzia este problema, pois o chumbo depositava-se no assentamento das válvulas.
O uso de ligas de aço mais resistentes e o revestimento das cabeças e sedes das válvulas com estelite vieram tornar a operação de mudança de válvulas desnecessária, tornando obsoleto o tetraetilchumbo.pág.51